# Вакуленко, Василий Фёдорович
Васи́лий Фе́дорович Ваку́ленко (*1 марта 1947, Новоселица (Чигиринский район) — генерал-майор в запасе службы безопасности Украины, начальник охраны первого президента Украины Леонида Макаровича Кравчука. Основатель военного вида спорта «Телохранитель» на Украине и связанного с этим ежегодного международного турнира многоборцев.

## Биография
Родился 1 марта 1947 года в селе Новоселица Чигиринского района Черкасской области Украины. Учился в России, США, Великобритании. Выполнял специальные задачи Украинского государства в 34 странах мира. Был руководителем Службы безопасности Президента Украины.
Основатель военного вида спорта «Телохранитель» на Украине и связанного с этим ежегодного Международного турнира многоборцев. Василий Фёдорович является национальным судьёй по этому виду спорта, подготовил целый ряд мастеров спорта международного класса и национальных судей. Первый Международный Чемпионат среди телохранителей был проведён в 1994 году в Риге под эгидой международной Ассоциации телохранителей «International Bodyguard Association (IBA)» . В нём приняли участие команды из Латвии, Великобритании, Италии и Норвегии. В следующем году эстафету принял немецкий Штутгарт. Здесь уже добавились команды России и Украины. В 1996 году чемпионат ИВА прошёл в Санкт-Петербурге, через год — в итальянской Болонье. В 1998 году по инициативе первых участников международных соревнований среди телохранителей Василия Вакуленко, Леонида Кучерявого, Петра Щерекина, Василия Крутова и Виктора Ткаченко, при поддержке Госкомспорта Украины и УС ФСО «Динамо» был проведён Первый Чемпионат Украины по многоборью телохранителей.
Президент Украины Виктор Ющенко Указом № 745/2008 «О награждении государственными наградами Украины» от 20 августа 2008 года присвоил Вакуленко Василию Федоровичу почётное звание «Заслуженный работник физической культуры и спорта Украины» за заслуги в защите государственного суверенитета и территориальной целостности Украины, охрану конституционных прав и свобод человека, мужество и самоотверженность, проявленные при исполнении воинского и служебного долга, и по случаю 17-й годовщины независимости Украины, за весомый личный вклад в укрепление обороноспособности и безопасности Украинского государства, безукоризненное выполнение воинского и служебного долга.